# El Museo del Barrio
Fondé en 1969 par un groupe d'artistes, d'éducateurs et de militants portoricains, El Museo del Barrio est situé à Manhattan, dans la ville de New York. Les bâtiments se trouvent sur Museum Mile, la partie de la Cinquième Avenue qui concentre plusieurs musées, dans le quartier d'East Harlem, appelé aussi El Barrio. C'est le seul musée de la ville consacré aux cultures latino-américaine et portoricaines. Les collections regroupent des œuvres et des objets de l'époque précolombienne au XXe siècle. Le musée organise des festivals et des programmes éducatifs tout au long de l'année.
À l'origine, le musée fut une création du mouvement nuyoricain et de l'activisme en faveur des droits civiques.